# توم كيث
توم كيث (بالإنجليزية: Tom Keith)‏ هو مقدم برامج إذاعية أمريكي، ولد في 21 ديسمبر 1946 في سانت بول في الولايات المتحدة، وتوفي في 30 أكتوبر 2011 في وودبوري في الولايات المتحدة.

## وصلات خارجية
- توم كيث على موقع IMDb (الإنجليزية)
- توم كيث على موقع ميوزك برينز (الإنجليزية)
- توم كيث على موقع ديسكوغز (الإنجليزية)
- توم كيث على موقع قاعدة بيانات الفيلم (الإنجليزية)